# Erczl András Ferenc
Erczl András Ferenc (? – Pergen, 1764. szeptember 2.) Esztergom egyházmegyei katolikus pap.
Besztercebányáról származott, Pergenben volt plébános. Nyomtatásban megjelent munkái:
1. Universa philosophia vitae Xaverianae duobus terminis: Amore Dei, et proximi clausa, et panegyrica dictione celebrata. Tyrnaviae, 1719.
2. Divus Ivo panegyrica oratione celebratus. Dum incl. facultas juridica in academica soc. Jesu D. Joannis Baptistae basilica Tyrnaviensi annuis Baptistae basilica Tyrnaviensi annuis tutelarem suum honoribus prosequeretur… a reparatae salutis 1741. die 11. m. Juni. Tyrnaviae.